# Donkere ster
Een donkere ster is een hypothetische ster bestaand uit donkere materie.
Deze sterren zouden bestaan kunnen hebben in het jonge universum kort na de oerknal, ze zouden vooral bestaan uit normale materie zoals gewone sterren, maar door een hoge concentratie van neutralino donkere materie binnen in de ster zou via annihilatie tussen de donkere materie deeltjes genoeg hitte voor de ster kunnen worden gegenereerd. Deze hitte zou voorkomen dat de ster ineenstort. Onder dit model, zou een donkere ster een nevelachtig, donker object van 4 tot 2000 AU in diameter zijn met een oppervlakte temperatuur laag genoeg om de ster voor het blote oog onzichtbaar te maken.
Het is onwaarschijnlijk dat deze sterren tegenwoordig bestaan, maar indien dat het wel zo zou zijn, zal men ze kunnen detecteren door gammastraling, neutrino's en antimaterie.